# Bacalhau à Zé do Pipo

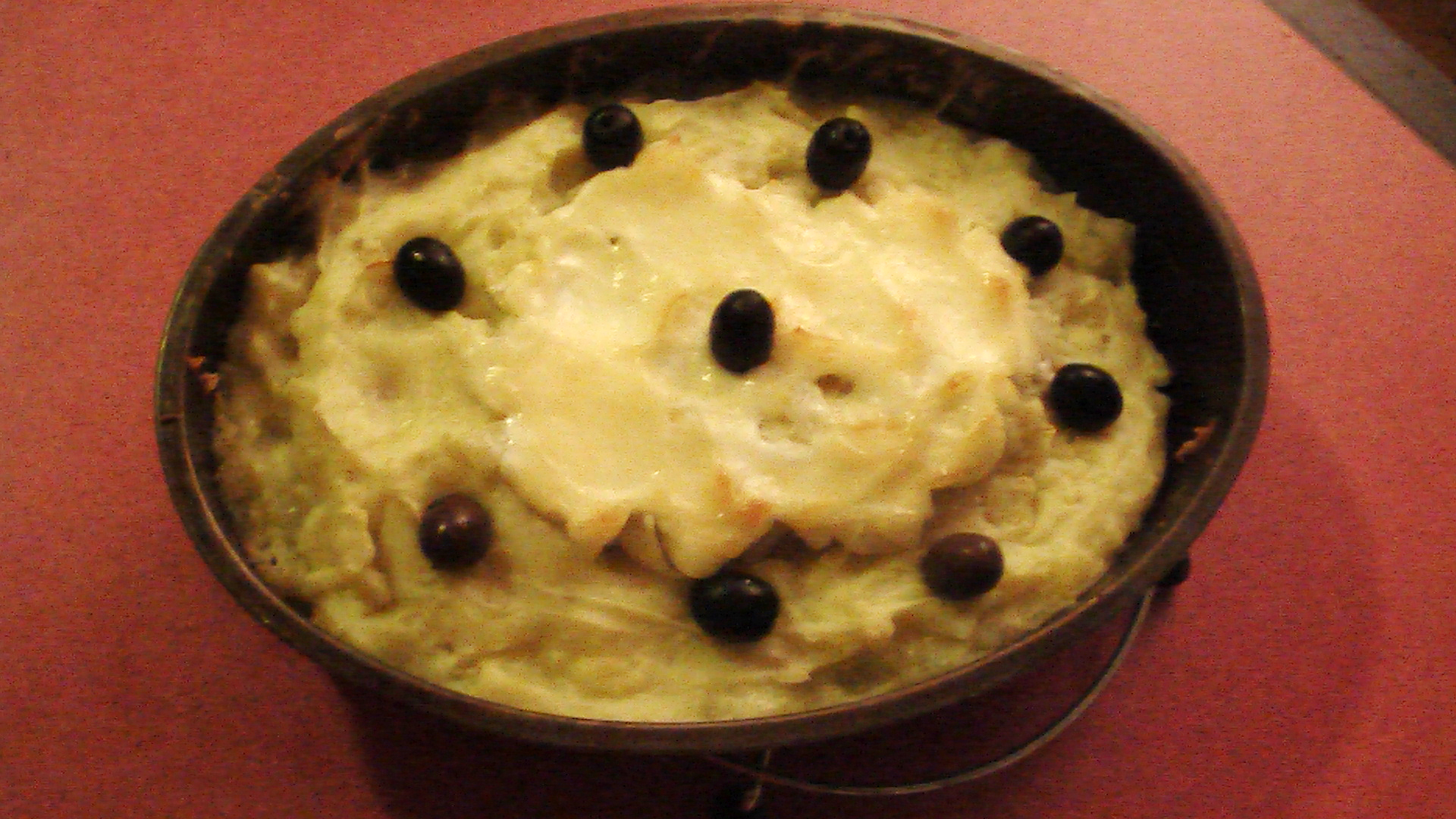
Bacalhau à Zé do Pipo.

El bacalhau à Zé do Pipo (literalmente ‘bacalao al estilo de Zé do Pipo’) es un plato de bacalao común en Portugal. Se hace al horno, y consiste en capas de bacalao (previamente cocido en leche), cebolla (o encurtidos), puré de patata y mayonesa. Aunque esta última no se emplea tradicionalmente en la cocina portuguesa, el plato sí se considera típico. Es habitual guarnecerlo con aceitunas o pimiento.
La receta procede de Oporto y recibe su nombre de su creador, José Valentim, apellidado  Zé do Pipo, propietario de un famoso restaurante de esa ciudad en los año 60. Zé do Pipo ganó un concurso gastronómico nacional llamado La mejor comida, al mejor precio, con este plato principal, haciendo que muchos restaurantes lo incluyeran en sus cartas y popularizándolo en todo el país, hasta la actualidad.